# Yumenoshima Park
Yumenoshima Park (夢の島公園, Yumenoshima Kōen) é um parque esportivo localizado no distrito de Yumenoshima em Tóquio, Japão. O local servia, entre 1957 e 1967, como aterro sanitário e foi restaurado em 1978 para sediar eventos desportivos. Nos Jogos Olímpicos de Verão de 2020, recebeu as provas de tiro com arco.